# Orahovlje
Orahovlje je naseljeno mjesto u gradu Ljubuškom, Federacija BiH, BiH.

## Stanovništvo

### 1991.
Nacionalni sastav stanovništva 1991. godine, bio je sljedeći:
ukupno: 207
- Hrvati - 196
- ostali, neopredijeljeni i nepoznato - 11

### 2013.
Nacionalni sastav stanovništva 2013. godine, bio je sljedeći:
ukupno: 216
- Hrvati - 213
- Srbi - 3